# Valerij Masalitin
Valerij Nikolajevič Masalitin (rusky Валерий Николаевич Масалитин; * 27. září 1966 Bělgorod) je bývalý sovětský fotbalový útočník ruské národnosti.
Je jediným hráčem v historii sovětské i ruské ligy, kterému se podařilo vstřelit v jednom zápase jak hattrick (16. března 1996), tak čtyři branky (9. dubna 1994), ba dokonce pět branek (6. září 1990).

## Fotbalová kariéra
Prošel Sportovní školou mládeže v Bělgorodu, za A-mužstvo Saljutu debutoval v 17 letech. V roce 1985 se stal hráčem SKA Rostov na Donu, v jehož dresu debutoval roku 1985 v nejvyšší soutěži SSSR.
V roce 1987 se přemístil do moskevského CSKA, se kterým sice sestoupil z nejvyšší soutěže, střelecky se mu však dařilo i ve druhé nejvyšší soutěži. Roku 1989 upoutal pozornost nizozemského klubu Vitesse Arnhem, ve kterém však zasáhl pouze do pěti zápasů, aniž by rozvlnil síť. V roce 1989 obdržel titul Mistr sportu SSSR.
Po návratu do Sovětského svazu hrál nejvyšší soutěž znovu za CSKA Moskva (1990–1992, double 1991). Na podzim 1992 byl hráčem Sigmy Olomouc v posledním ročníku československé nejvyšší soutěže. Od roku 1993 nastupoval v ruské nejvyšší soutěži za CSKA Moskva, Spartak Moskva (1994–1995, double 1994) a Černomorec Novorossijsk (1996). V sezoně 1996/97 (jaro 1997) a 1997/98 (podzim 1997) hrál za Köpetdag Ašchabad v turkmenské nejvyšší soutěži. Vyhrál s ním turkmenský pohár (1996/97, vstřelil vítěznou branku) a mistrovský titul (1997/98).
Rok 1998 vynechal, od roku 1999 hrál nižší soutěže postupně za SKA Rostov na Donu (1999), Niku Moskva (2000), Saljut Bělgorod (2001), Těrek Groznyj (2002) a Šaturu (2003).

### Evropské poháry
V PVP 1991/92 zasáhl v dresu CSKA Moskva do obou utkání proti AS Řím jako střídající hráč (celkově 35 minut). V Lize mistrů nastoupil v ročníku 1993/94 za Spartak Moskva v jednom utkání na hřišti Galatasaraye Istanbul. Utkání se hrálo 13. dubna 1994, Masalitin nastoupil v základní sestavě a odehrál 79 minut.

## Ligová bilance
| Ročník                                   | Zápasy | Góly | Minuty | Klub                    |
| ---------------------------------------- | ------ | ---- | ------ | ----------------------- |
| Sovětská fotbalová Vysšaja liga 1985     | 11     | 0    | –      | SKA Rostov na Donu      |
| Sovětská fotbalová Vysšaja liga 1987     | 15     | 5    | –      | CSKA Moskva             |
| Eredivisie 1989/90                       | 5      | 0    | –      | Vitesse Arnhem          |
| Sovětská fotbalová Vysšaja liga 1990     | 9      | 8    | –      | CSKA Moskva             |
| Sovětská fotbalová Vysšaja liga 1991     | 18     | 6    | –      | CSKA Moskva             |
| Ruská Premier Liga 1992                  | 7      | 4    | –      | CSKA Moskva             |
| 1. československá fotbalová liga 1992/93 | 2      | 0    | –      | Sigma MŽ Olomouc        |
| Ruská Premier Liga 1993                  | 13     | 1    | –      | CSKA Moskva             |
| Ruská Premier Liga 1994                  | 6      | 5    | –      | Spartak Moskva          |
| Ruská Premier Liga 1995                  | 1      | 0    | –      | Spartak Moskva          |
| Ruská Premier Liga 1996                  | 21     | 5    | –      | Černomorec Novorossijsk |
| CELKEM 1. ČS. LIGA                       | 2      | 0    | –      |                         |
| CELKEM 1. LIGA SSSR                      | 53     | 19   | –      |                         |
| CELKEM 1. NIZ. LIGA                      | 5      | 0    | –      |                         |
| CELKEM 1. RUSKÁ LIGA                     | 48     | 15   | –      |                         |

Poznámka:
- 1996–1997: Masalitinovy statistiky z turkmenské nejvyšší soutěže nejsou známy.
- Druholigová bilance: SKA Rostov na Donu (1986: 35 / 14, 1987: 12 / 5), CSKA Moskva (1988: 33 / 16, 1989: 39 / 32)